# Alhryan Labita
Alhryan Labita (* 2001) ist ein philippinischer Hürdenläufer, der sich auf die 400-Meter-Distanz spezialisiert hat.

## Sportliche Laufbahn
Erste internationale Erfahrungen sammelte Alhryan Labita im Jahr 2023, als er bei den Südostasienspielen in Phnom Penh in 53,89 s den siebten Platz im 400-Meter-Hürdenlauf belegte.
2022 wurde Labita philippinischer Meister über 400 m Hürden.

## Persönliche Bestleistungen
- 400 m Hürden: 53,82 s, 11. Mai 2023 in Phnom Penh